# República Dominicana nos Jogos Pan-Americanos de 1959
A República Dominicana competiu nos Jogos Pan-Americanos de 1959 em Chicago de 28 de agosto a 7 de setembro de 1959. Não conquistou  medalhas nesta edição.